# سد إسكندري
سد إسكندري عمل من تأليف علي شير نوائي (1441-1501) في النصف الثاني من القرن الخامس عشر. وهي النسخة الوحيدة من قصة الإسكندر باللغة التركية الجاجاتايية. على الرغم من ذلك، كانت أساطير الإسكندر موجودة في أشكال أخرى من اللغة التركية، مثل إسكندر نامه لتاج الدين أحمدي.
إن اسم العمل هو تذكير بقصة ذي القرنين، الذي يعتقد علي شير نوائيأنه الإسكندر الأكبر . كما هو موضح في القرآن الكريم، فإن الله أوكل إلى ذي القرنين (الإسكندر) بناء جدار يعزل قبائل يأجوج ومأجوج . يتكون النص من أربعة أجزاء رئيسة:
- قسم أندارز ، والذي يتضمن مناقشة عامة حول التطلعات والأهداف والمثل العليا.
- قسم الحكايات ، الذي يتضمن قصة الملك المتسول.
- قسم الحكمة ، حيث يتحدث الإسكندر مع أرسطو حول أفضل الطرق لتحقيق الهدف.
- قسم داستان ، الذي يتضمن سيرة حياة الإسكندر

كان العمل جزءًا من نص أكبر معارضًا بها كتاب "المخمسات" لنظامي الكنجوي . وبشكل أكثر تحديدًا، فإن العمل سد إسكندري هي نسخته المعارضة "لإسكندر نامه" لنظامي، وقد ألَّفها بنفس الوزن ( المتقارب ) مثل نظامي. قام النوائي بتأليف نصه تقريبًا في نفس الوقت، على الرغم من أنه بعد ذلك بقليل، أكمل الشاعر الفارسي جامي كتابه الخاص خراد نامه ( كتاب الاستخبارات الإسكندرية)، والذي أثر على نص النوائي. كان للشاعرين علاقة وثيقة، وكان النوائي تلميذ الجامي. في كتاب المخمسات الخاص بالنوائي، يعترف بتأثير معلمه في مقدمة كل مثنوية.

## طالع أيضًا
- قصة الإسكندر